# 第一斯托罗热沃耶农村居民点
第一斯托罗热沃耶农村居民点（俄语：Сторожевское 1-е сельское поселение）是俄罗斯联邦沃罗涅日州奥斯特罗戈日斯克区所属的一个农村居民点。其下辖有1个居民点，行政中心为第一斯托罗热沃耶。据2016年统计，该农村居民点的人口为782人。